# Embajada de Filipinas en Baréin
La Embajada de Filipinas en Baréin es la máxima representación diplomática de la República de Filipinas en el Reino de Baréin. Fue establecida en 1992, y su sede está situada en el barrio de Adliya en el centro de Manama, cerca del Complejo Médico de Salmaniya.

## Historia
Aunque Filipinas y Baréin establecieron relaciones diplomáticas el 27 de noviembre de 1978, no se estableció una embajada residente en el país hasta mucho más tarde, y las relaciones diplomáticas se llevaron a cabo inicialmente a través de la Embajada de Filipinas en Riad.
Una misión residente en Baréin solo se abrió durante la presidencia de Corazón Aquino, cuando la Embajada se inauguró formalmente el 14 de abril de 1992. Leonides T. Caday, quien más tarde sería conocido como un objetivo en el atentado de 2000 de la Embajada de Filipinas en Yakarta, se desempeñó como el primer embajador residente de la misión.

## Edificio
La cancillería de la Embajada de Filipinas en Manama se encuentra actualmente en un complejo de cuatro villas en el barrio de Adlia, al que se trasladó el 1 de enero de 2023.
Situado alrededor de un kilómetro al norte de la cancillería anterior, que estaba situada en el cercano barrio de Bu Ghazal, la nueva cancillería se inauguró el 2 de enero de 2023 y sus puertas se abrieron al público al día siguiente. Posteriormente, el 19 de marzo de 2023, se llevó a cabo una inauguración más formal a la que asistieron funcionarios filipinos y bahreiníes, así como los jefes de las otras embajadas residentes del sudeste asiático en Manama y miembros de la comunidad local, como parte de una serie de celebraciones que culminaron en el 45 aniversario de las relaciones Baréin-Filipinas.
En contraste con la cancillería anterior, la nueva cancillería contiene un área de piso más grande que puede acomodar las diversas oficinas de la Embajada, con la sección consular que también contiene una sala de lactancia separada, así como las oficinas de Baréin de varios gobiernos filipinos. agencias que atienden a los trabajadores filipinos en el extranjero (OFW), como la Oficina de Trabajo en el Extranjero de Filipinas, la Administración de Bienestar de los Trabajadores en el Extranjero y el Sistema de Seguridad Social. Una villa separada de dos pisos dentro del complejo también alberga el centro Manama de Sentro Rizal, que incluye una sala de reuniones y una biblioteca, con el espacio decorado con obras de arte y poesía creadas por artistas y escritores filipinos con sede en Baréin.

## Personal y actividades
La Embajada de Filipinas en Manama está encabezada provisionalmente por un encargado de negocios, a la espera del nombramiento de un nuevo embajador por parte del gobierno filipino. La actual encargada de negocios es Anne Jalando-on Louis, mientras que el último embajador residente fue Alfonso A. Ver, quien fue designado para el cargo por el presidente Benigno Aquino III el 19 de diciembre de 2014.
Antes de convertirse en Embajador, Ver, un diplomático de carrera, se desempeñó como Cónsul General Adjunto en el Consulado General de Filipinas en San Francisco. Aunque la audiencia sobre su nombramiento fue retrasada por la Comisión de Nombramientos (CA) durante más de un mes, finalmente confirmó su nombramiento el 18 de marzo de 2015, y presentó sus credenciales al rey Hamad bin Isa Al Jalifa el 29 de junio de 2015. Louis, también diplomática de carrera que anteriormente se desempeñó como cónsul general en el Consulado General de Filipinas en Sídney, llegó a Manama para suceder a Ver como encargada de negocios el 19 de abril de 2022, y posteriormente fue nombrada por el presidente Bongbong Marcos como Embajador el 2 de noviembre de 2022. Su nombramiento fue luego confirmado por la CA el 7 de diciembre de 2022.
Las actividades de la Embajada se centran en brindar bienestar a más de 40 000 filipinos en Baréin, muchos de los cuales son OFW. Estos han incluido facilitar las repatriaciones, con más de 200 filipinos repatriados desde Baréin en 2021, y facilitar la regularización de los filipinos que permanecen ilegalmente en el país. La Embajada también participa activamente en la organización de una serie de actividades culturales y económicas, como la organización de un festival filipino en un centro comercial local, la celebración de una exposición de arte con obras de artistas filipinos radicados en Baréin, y la colaboración con Carrefour para promover los productos alimenticios filipinos.